# Liste d'élections en 1915
Chronologie des élections
- 1911
- 1912
- 1913
- 1914
- 1915
- 1916
- 1917
- 1918
- 1919

Cet article recense les élections organisées durant l'année 1915.

## Événements géopolitiques d'intérêt national ou international en 1915
L'année 1915 compte peu d'élections. Un nombre croissant de pays s'engagent dans la Première Guerre mondiale, ce qui suspend la vie démocratique normale dans les pays participants. Par ailleurs à cette date la quasi-totalité de l'Afrique, des Caraïbes et de l'Océanie, ainsi qu'une grande partie de l'Asie, sont sous l'emprise d'empires coloniaux, et ne sont donc pas des États indépendants.
Dans les années 1910, les États souverains et démocratiques appliquent une diversité de régimes électoraux, allant du suffrage censitaire masculin au suffrage universel sans distinction de sexe, en passant par le suffrage universel masculin, où les hommes peuvent voter sans condition de ressources mais dont les femmes sont exclues. Certains États excluent du droit de vote les illettrés. Parmi les pays qui organisent des élections nationales en 1915, la Norvège est le seul où les femmes puissent voter. (Les seuls autres pays où les femmes aient le droit de vote à cette date sont la Nouvelle-Zélande, l'Australie, et la Finlande.)

## Élections nationales en 1915
Cette section concerne les élections législatives et présidentielles dans un état souverain, éventuellement fédéral, ainsi que leurs principaux référendums.
| Date                     | État        | Élection ou référendum | Contexte | Résultat |
| ------------------------ | ----------- | ---------------------- | --- | --- |
| 12 janvier               | Salvador    | Présidentielle (en)    | Élection au suffrage universel masculin. Le Salvador est un État neutre durant la Grande Guerre. | Seul candidat, Carlos Meléndez est déclaré automatiquement élu. |
| 7 mars                   | Chili       | Législatives (en)      | Élections au suffrage quasi-universel masculin. Les hommes de toute appartenance ethnique peuvent voter, mais les illettrés sont exclus. Le Chili est un État neutre durant la Grande Guerre. | Le Parti conservateur devance de peu le Parti radical (laïc, centre-gauche, social-libéral). |
| 25 mars                  | Japon       | Législatives (en)      | Élections au suffrage censitaire masculin. Le Japon est l'une des puissances alliées durant la Première Guerre mondiale. | Parlement sans majorité. Le parti Rikken Dōshikai obtient une majorité relative des sièges. Ōkuma Shigenobu demeure premier ministre. |
| Mai                      | Liberia     | Présidentielle (nl)    | | Cette section est vide, insuffisamment détaillée ou incomplète. Votre aide est la bienvenue ! Comment faire ? |
| 3 mai                    | Venezuela   | Présidentielle (es)    | | Cette section est vide, insuffisamment détaillée ou incomplète. Votre aide est la bienvenue ! Comment faire ? |
| 7 mai                    | Danemark    | Législatives           | Élection au suffrage censitaire masculin. (La très grande majorité des hommes peuvent voter, à partir de l'âge de 30 ans. Les domestiques et les ouvriers agricoles logés chez un tiers, ainsi que les hommes bénéficiaires d'aides sociales, sont exclus.) Le Danemark est un État neutre durant la Grande Guerre. Pour autant, le contexte de guerre en Europe rend ces élections particulières : Il n'y a pas de campagne électorale. Dans la quasi-totalité des circonscriptions, il n'y a qu'un seul candidat, et donc pas d'élection. | Parlement sans majorité. Le parti Venstre (centriste) conserve une majorité relative des sièges quasi-inchangée. Carl Theodor Zahle (Parti social-libéral) demeure premier ministre. Le mois suivant, la nouvelle assemblée adopte une réforme constitutionnelle qui accorde le droit de vote aux femmes. Après la guerre, le suffrage universel est accordé aux hommes comme aux femmes. |
| 16 - 17 mai              | Pérou       | Présidentielle (es)    | | Cette section est vide, insuffisamment détaillée ou incomplète. Votre aide est la bienvenue ! Comment faire ? |
| 29 mai                   | Portugal    | Présidentielle (en)    | | Cette section est vide, insuffisamment détaillée ou incomplète. Votre aide est la bienvenue ! Comment faire ? |
| 6 juin                   | Suisse      | Référendum (de)        | Arrêté fédéral relatif à un impôt de guerre | Accepté |
| 13 juin                  | Grèce       | Législatives           | La Grèce n'entre en guerre qu'en juillet 1917, du côté des Alliés. Élections au suffrage universel masculin. | Le Parti libéral (centriste) conserve la majorité absolue des sièges. Elefthérios Venizélos demeure premier ministre. Néanmoins, des désaccords entre le gouvernement et le roi Constantin Ier entraînent de nouvelles élections en décembre. |
| 13 juin                  | Portugal    | Législatives           | Élections au suffrage quasi-universel masculin. (Les illettrés sont exclus du droit de vote.) Ces élections font suite à un coup d'État le 14 mai pour faire appliquer la Constitution républicaine adoptée en 1911. | Le Parti démocrate (gauche, républicain, libéral) remporte une majorité absolue des sièges. José de Castro, nommé premier ministre à l'issue du coup d'État, conserve la tête du gouvernement avec l'appui du Parlement. Le Portugal entre en guerre aux côtés des Alliés en mars 1916.                                                                                                   |
| 13 juin                  | Saint-Marin | Législatives (en)      | Élections au suffrage universel masculin. Les candidats concourent officiellement sans étiquette politique, bien qu'ils appartiennent à différentes factions. Dix jours avant ces élections, le pays a déclaré la guerre à l'Empire austro-hongrois, rejoignant officiellement le camp des Alliés. | Les libéraux et les socialistes demeurent les factions dominantes à l'assemblée ; les libéraux continuent à gouverner. |
| 25 juin                  | Chili       | Présidentielle (en)    | | Cette section est vide, insuffisamment détaillée ou incomplète. Votre aide est la bienvenue ! Comment faire ? |
| 6 août                   | Portugal    | Présidentielle (en)    | | Cette section est vide, insuffisamment détaillée ou incomplète. Votre aide est la bienvenue ! Comment faire ? |
| Septembre                | Suède       | 1re Chambre (sv)       | | Cette section est vide, insuffisamment détaillée ou incomplète. Votre aide est la bienvenue ! Comment faire ? |
| Octobre                  | Honduras    | Générales (en)         | | Cette section est vide, insuffisamment détaillée ou incomplète. Votre aide est la bienvenue ! Comment faire ? |
| 21 octobre - 11 novembre | Norvège     | Législatives (en)      | Élection au suffrage universel à deux tours. (Les femmes ont acquis le droit de vote en 1913 ; elles votent donc pour la première fois.) La Norvège est officiellement neutre durant la guerre, bien qu'elle apporte un certain soutien tactique au Royaume-Uni. | Le parti Venstre (progressiste, social-libéral) conserve une majorité absolue des sièges. Gunnar Knudsen demeure premier ministre. |
| 5 décembre               | Costa Rica  | Législatives (en)      | Élections au suffrage universel masculin. À cette date, le Costa Rica se maintient en dehors de la Grande Guerre. | Le Parti républicain (libéral) remporte une nette victoire, avec près des deux tiers des voix. |
| 19 décembre              | Grèce       | Législatives           | Élections au suffrage universel masculin. Ces élections font suite à un désaccord entre le premier ministre libéral Elefthérios Venizélos et le roi Constantin Ier. Ce dernier souhaite maintenir la neutralité de la Grèce dans le conflit européen, tandis que son premier ministre appelle à ce que le pays entre en guerre aux côtés du Royaume-Uni, et donc des alliés. Venizélos démissionne, et boycotte l'élection, à laquelle seuls participent les partis de droite.                                                              | Les nationalistes, conservateurs, remportent presque mécaniquement une large majorité des sièges. Dimítrios Goúnaris est nommé premier ministre. Les libéraux d'Elefthérios Venizélos maintiennent un gouvernement parallèle : c'est le « Schisme national ». |
| 23 décembre              | Luxembourg  | Législatives           | Élections au suffrage censitaire masculin. Le Luxembourg est sous occupation militaire allemande depuis 1914, mais poursuit néanmoins sa vie politique. | Parlement sans majorité. Le Parti de la droite (conservateur) accroît sa majorité relative des sièges. Hubert Loutsch (droite) demeure initialement premier ministre, mais perd un vote de confiance à la Chambre des députés en janvier 1916. Victor Thorn (également conservateur) lui succède.                                                                                         |

## Élections en subdivisions nationales en 1915
Cette section concerne les élections législatives dans un État fédéré, une subdivision territoriale ou une colonie d'un État souverain, ainsi que leurs principaux référendums.
| Date            | Subdivision            | État               | Élection ou référendum | Contexte | Résultat |
| --------------- | ---------------------- | ------------------ | ---------------------- | --- | --- |
| 19 - 20 janvier | Malte                  | Empire britannique | Générales (en)         | | Cette section est vide, insuffisamment détaillée ou incomplète. Votre aide est la bienvenue ! Comment faire ?                                                                     |
| 4 mars          | Yukon                  | Canada             | Générales (en)         | | Cette section est vide, insuffisamment détaillée ou incomplète. Votre aide est la bienvenue ! Comment faire ?                                                                     |
| 27 mars         | Australie-Méridionale  | Australie          | Législatives (en)      | | Cette section est vide, insuffisamment détaillée ou incomplète. Votre aide est la bienvenue ! Comment faire ?                                                                     |
| 22 mai          | Queensland             | Australie          | Législatives (en)      | | Cette section est vide, insuffisamment détaillée ou incomplète. Votre aide est la bienvenue ! Comment faire ?                                                                     |
| 21 juillet      | Alberta                | Canada             | Plébiscite (en)        | | Cette section est vide, insuffisamment détaillée ou incomplète. Votre aide est la bienvenue ! Comment faire ?                                                                     |
| 6 août          | Manitoba               | Canada             | Générales (en)         | | Cette section est vide, insuffisamment détaillée ou incomplète. Votre aide est la bienvenue ! Comment faire ?                                                                     |
| 16 septembre    | Île-du-Prince-Édouard  | Canada             | Générales (en)         | | Cette section est vide, insuffisamment détaillée ou incomplète. Votre aide est la bienvenue ! Comment faire ?                                                                     |
| 20 octobre      | Union d'Afrique du Sud | Empire britannique | Législatives           | Dominion autonome membre de l'Empire britannique, l'Afrique du Sud participe à la Première Guerre mondiale. Le droit de vote à cette date varie entre les différentes provinces. Dans la province du Cap, le suffrage censitaire masculin s'applique, sans critères ethniques, mais avec l'obligation de savoir lire ; c'est la seule province où un nombre important d'hommes non-blancs peuvent voter. Dans la province de Natal, les règles sont les mêmes, mais il y a très peu d'électeurs non-blancs. Les provinces de Transvaal et d'Orange appliquent le suffrage universel masculin blanc : les hommes blancs pauvres peuvent voter (contrairement aux deux autres provinces), mais la population non-blanche est explicitement exclue. Dans toutes les provinces, seuls les blancs peuvent être élus. | Le Parti sud-africain (centre-droit, libéral, loyal à la Couronne) perd sa majorité absolue des sièges, mais conserve la majorité relative. Louis Botha demeure premier ministre. |
| 4 novembre      | Terre-Neuve            | Empire britannique | Référendum (en)        | Terre-Neuve à cette date est un dominion autonome membre de l'Empire britannique, et ne fait pas partie du Canada. (Comme les autres dominions, le pays participe à la Grande Guerre.) La proposition soumise au référendum est l'interdiction de posséder ou de consommer toute boisson alcoolisée à plus de 2 %. Le vote s'effectue au suffrage censitaire masculin. | La proposition est approuvée par 82,3 % des votants ; la prohibition est instaurée.                                                                                               |